# بخش یانجیانگ
بخش یانجیانگ (به لاتین: Yanjiang District) یک منطقهٔ مسکونی در چین است که در زیانگ واقع شده‌است. بخش یانجیانگ ۱٬۶۳۳ کیلومتر مربع مساحت و ۹۰۵٬۷۲۹ نفر جمعیت دارد.